# HD 45105
HD45105 — хімічно пекулярна зоря спектрального класу B9, що має видиму зоряну величину в смузі V приблизно  6,5.
Вона  розташована на відстані близько 313,3 світлових років від Сонця.

## Пекулярний хімічний вміст
Зоряна атмосфера HD45105 має підвищений вміст 
Si
.